# Pneumonectomia
Pneumonectomia ou pneumectomia é um procedimento cirúrgico para a retirada de um pulmão. A remoção de somente um lobo do pulmão é conhecida como lobectomia e a remoção de somente um segmento é conhecida como segmentectomia.
Lobectomia é uma cirurgia para retirada de um lobo pulmonar e é realizada quando a patologia limita-se a uma área do pulmão. Este tipo de procedimento é mais comum do que a retirada de um pulmão inteiro.
É indicada para o tratamento de carcinoma broncogênico, de enfisema gigante, tumores benignos, tumores malignos metastásicos, bronquiectasias e infecções fúngicas. Nos pacientes com neoplasias malignas, o tratamento com lobectomia, reserva-se apenas para pacientes selecionados quando uma pneumectomia poderia causar insuficiência respiratória grave.
As lobectomias podem ser divididades de acordo com o lobo pulmonar a ser resseccionado. Desta forma têm-se a lobectomia superior direita, em que o lobo superior do pulmão direito é extirpado por meio de uma toracotomia póstero-lateral no leito da quarta ou quinta costelas, sendo o paciente posicionado em decúbito lateral direito; a lobectomia média, que consiste na retirada do lobo mediano do pulmão direito com realização de toracotomia lateral direita e incisão pleural no leito da quinta costela; a lobectomia inferior direita, na qual se tem a remoção do lobo inferior do pulmão direito com realização de toracotomia igual à realizada na lobectomia média.
Há também a lobectomia superior esquerda e a inferior esquerda, que consistem, respectivamente, na remoção do lobo superior e inferior do pulmão esquerdo.
Nesse tipo de cirurgia, de modo geral, uma vez atingida a cavidade pleural o pulmão envolvido colapsa, os vasos lobares e os brônquios são ligados e divididos. Após a remoção do lobo doente os que restaram são reexpandidos.
A primeira lobectomia bem sucedida foi realizada no ano de 1932 pelo cirurgião Harold Brunn. 